# Seiichi Itō
Pour les articles homonymes, voir Ito.
Seiichi Itō (伊藤 整一, Itō Seiichi, 26 juillet 1890-7 avril 1945) est un amiral japonais qui, après une carrière rapide, occupe, pendant la guerre du Pacifique, principalement le poste de Vice-Chef de l'État-Major Général de la Marine, de septembre 1941 à décembre 1944. Il est nommé alors au commandement de la 2e Flotte, pratiquement réduite au Yamato, à bord duquel il se fait tuer au cours de la mission-suicide du cuirassé géant (opération Ten-Gō) au large d'Okinawa, en avril 1945.

## Carrière
Seiichi Itō, né à Miyama, préfecture de Fukuoka, est diplômé de l'Académie navale impériale du Japon dans la 39e promotion en 1911, classé 15e sur 148 cadets. Avant la guerre du Pacifique, son déroulement de carrière le conduit au commandement de plusieurs grandes unités, grands croiseurs et cuirassé. Il fait partie du très petit nombre des officiers de marine nommés contre-amiraux après 26 ans de carrière seulement, puis il occupe des postes d'état-major. Pendant la guerre du Pacifique, il reste très longtemps (septembre 1941-décembre 1944) au même poste de Vice-Chef de l'État-Major Général de la Marine, alors que se succèdent plusieurs Chefs de l'État-Major Général, avant de se faire tuer sur le Yamato, lorsque celui-ci est coulé, seul grand bâtiment restant d'une 2e Flotte, dont il a reçu le commandement, alors qu'elle n'est plus que l'ombre de la force opérationnelle qu'elle a été.

### Avant la guerre du Pacifique
Il sert comme midship (Shōi Kōhosei) sur le croiseur cuirassé Aso (ex-russe Baïan), et sur le pré-dreadnought Aki .
Comme enseigne de vaisseau (Shōi et Chūi) de 1912 à 1917, il embarque sur le croiseur protégé Yahagi. Après avoir suivi les cours de l'École de Torpillage et de l'École de Canonnage, il a servi sur le croiseur protégé Soya (ex-russe Varyag), sur le croiseur cuirassé reclassé croiseur de bataille Ikoma, sur le destroyer de 3e classe Kikuzuki, puis il est affecté au district naval de Sasebo. Promu lieutenant de vaisseau (Daii), fin 1917, il se perfectionne à l'École de Torpillage et suit les premiers cours de l'École de Guerre navale. Il sert de 1918 à 1920 sur le destroyer de 2e classe Nara, comme chef du Service Torpilles sur le destroyer de 1re classe Umikaze, comme commandant de division du croiseur cuirassé Iwate. En 1921, il supervise l'achèvement du destroyer de 1re classe Shiokaze, dont il est ensuite chef du Service Torpilles. Après avoir suivi les cours de la 21e session de l'École de Guerre navale, dont il est diplômé “avec honneur” en 1923, il rejoint l'état-major de la 5e Escadre, et est promu capitaine de corvette (Shōsa), en décembre 1923. Après un an à l'école de pilotage de Kasumigaura, et deux ans à l'état-major du Bureau du Personnel du Ministère de la Marine, il effectue, de mai 1927 à mai 1929 un séjour aux États-Unis pendant lequel il est assistant de l'attaché naval aux États-Unis, le capitaine de vaisseau Yamamoto, et est en relations avec Raymond Spruance, alors assistant du chef du renseignement naval. Il suit des cours à l'université Yale. Il est nommé capitaine de frégate (Chūsa), en décembre 1927. Avec Yamamoto, Seiichi Itō, très au fait de la disparité des ressources et de la puissance industrielle entre les États-Unis et le Japon, a été un partisan convaincu du maintien de bonnes relations avec les États-Unis. De 1929 à 1931, il est instructeur et formateur à l'Académie navale d'Etajima. Promu capitaine de vaisseau (Daisa), en décembre 1931, il commande jusqu'en mars 1932, le pétrolier auxiliaire Tsurumi, de la classe Notoro.
Il est affecté comme attaché naval au Manchoukouo de mars 1932 à novembre 1933.
En novembre 1933, Seiichi Itō a reçu son premier commandement d'un bâtiment de combat, celui du croiseur léger Kiso. En novembre 1935, il reçoit le commandement du Mogami, prototype des grands croiseurs légers, nouvellement armé. En avril 1936, il passe au commandement du croiseur lourd Atago, en décembre, il reçoit le commandement du cuirassé rapide Haruna. Fin 1937, il devient chef d'état-major du vice-amiral Shimada, Commandant-en-Chef de la 2e Flotte et il est promu contre-amiral. Il fait ainsi partie du nombre très restreint des officiers de marine devenus amiraux en 26 ans de carrière seulement,. En 1939-1940, il est le chef du Bureau du Personnel au Ministère de la Marine. Il prend, fin novembre 1940, le commandement de la 8e division de croiseurs, puis rejoint en août 1941 l'État-Major Général de la Marine. Nommé Vice-Chef de l'État-Major Général de la Marine, le 1er septembre, il est promu vice-amiral le 15 octobre.

### Pendant la guerre du Pacifique

#### À l'État-Major Général de la Marine (1941-1944)

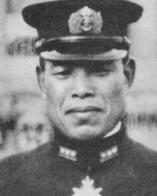
Le vice-amiral Seiichi Itō en 1944

Le Chef de l'État-Major Général de la Marine impériale japonaise était,  depuis avril 1941, l'amiral Nagano, doyen des officiers de marine en activité (il avait été Ministre de la Marine en 1936-1937 et Commandant-en-Chef de la Flotte Combinée, en 1937).
Le vice-amiral Itō, comme Vice Chef de l'État-Major Général de la Marine, participe à la planification de l'offensive japonaise en Asie du Sud-Est, dont il estime avec justesse qu'il faudra six à huit mois pour l'achever. Il est opposé au principe de l'attaque de Midway, avant de s'y rallier lorsque l'amiral Yamamoto met son prestige dans la balance. Mais la contre-offensive américaine à Guadalcanal aboutit à une  bataille d'attrition, qui épuise les forces japonaises (août 1942-février 1943), la Campagne des îles Salomon aboutit à la mise hors de combat de la base de Rabaul (novembre 1943), et le début de l'offensive américaine dans le Pacifique central à celle de la base de Truk dans les îles Carolines (18 février 1944).
Le 21 février 1944, le Premier ministre, le général Tojo, limoge le Maréchal Sugiyama et il décide d'en assumer la fonction de chef de l'état-major de l'armée impériale japonaise. Il relève également l'amiral de la Flotte Nagano de ses fonctions de Chef de l'État-major Général de la Marine impériale, qui sont dès lors exercées par l'amiral Shimada, Ministre de la Marine.
Mais la situation continue de se dégrader. Après la bataille de la mer des Philippines, et la prise de Saipan, le 22 juillet 1944, le général Tojo est remplacé comme Premier ministre par le général Koiso, le maréchal Sugiyama revenant comme Ministre de la Guerre, tandis que l'amiral Shimada cède la place à l'amiral Yonai qui retrouve, comme Ministre de la Marine, le poste qu'il avait occupé de 1937 à 1939. Enfin, le 8 août, l'amiral Oikawa, qui a été Ministre de la Marine en 1940-1941, est nommé Chef de l'État-major Général de la Marine. Pendant toutes ces péripéties, le vice-amiral Itō a assuré la permanence du service.
Après la défaite japonaise à la bataille du golfe de Leyte,, le vice-amiral Itō est nommé à la tête de la 2e Flotte, en remplacement du vice-amiral Kurita, mais en réalité, la 2e Flotte n'est plus une force opérationnelle. La pénurie de carburant au Japon contraint à rester au port les grands bâtiments qui y sont stationnés, les cuirassés Yamato, Nagato, Haruna, les deux cuirassés hybrides de porte-avions de la classe Ise, le croiseur lourd Tone, les croiseurs légers Yahagi et Ōyodo.

#### La fin duYamato(avril 1945)

La fin du Yamato.

Face aux attaques américaines contre Luçon et Mindoro, l'appui aux troupes de l'Armée impériale japonaise a été fourni par l'aviation et en particulier par les kamikaze. Il en est de même pendant l'attaque d'Iwo Jima, à la fin février 1945, après que l'aviation de la 5e Flotte Aérienne commandée par le vice-amiral Ugaki basée sur Kyūshū, a sévèrement endommagé le grand porte-avions rapide USS Franklin,. Lors de la préparation de la défense d'Okinawa, l'Empereur s'étonne de l'absence de participation de la Marine. C'est alors qu'est mise au point, à l'instigation du Commandant-en-Chef de la Flotte Combinée, l'amiral Toyoda, l'Opération Ten-Go, qui consiste à envoyer le cuirassé géant Yamato attaquer les forces de couverture du débarquement américain avant d'aller in fine servir de batterie côtière, en l'échouant sur la côte ouest d'Okinawa. En fait il s'agissait d'une sorte de mission-suicide, car les navires ne devaient pas emporter assez de carburant pour rentrer au Japon.
Le vice-amiral Itō, qui est hostile aux opérations-suicides, combat ce projet, mais en prépare l'exécution. Les commandants des bâtiments d'escorte, le croiseur léger Yahagi et huit destroyers, partagent son opinion. Il faudra que le vice-amiral Kusaka, Chef d'état-major de l'amiral Toyoda, se déplace, depuis Tokyo, pour vaincre ces réticences. Le 6 avril 1945, dans l'après-midi, la petite escadre appareille, avec, sur le Yamato, la marque du vice-amiral Itō.
Sa présence à la mer est très vite signalée par deux sous-marins américains, et dès le lendemain matin, les TG 38.1 du contre-amiral Clarke et TG 38.3 du contre-amiral Sherman se préparent, avec 131 bombardiers-torpilleurs, 75 bombardiers en piqué et 180 chasseurs, à attaquer les navires japonais qui n'ont pas de couverture aérienne. Les attaques commencent vers 12 h 30, le croiseur Yahagi est coulé, ainsi que quatre destroyers, le Yamato est accablé de 23 bombes et torpilles, sa DCA muselée, il faut noyer les machines tribord pour enrayer la gîte sur bâbord. Vers 14 h, le cuirassé immobilisé, le vice-amiral Itō donne l'ordre d'abandon et s'enferme sur la passerelle.  Peu après 14 h 20, le cuirassé géant coule, dans l'explosion de ses magasins de munitions, à 150 nautiques au sud-ouest de Nagasaki. 3 700 marins japonais sont tués et 12 aviateurs américains.
Ce même jour, les kamikaze ont endommagé le porte-avions USS Hancock et le cuirassé USS Maryland, et le Premier ministre japonais Koiso démissionnait.